# Maria Höfl-Riesch
Maria Höfl-Riesch (geboren als Riesch, Garmisch-Partenkirchen, 24 november 1984) is een Duitse voormalig alpineskiester. Ze was allroundster en meervoudig wereldkampioene junioren. Ze werd in 2009 wereldkampioene op de slalom en in 2010 olympisch kampioen op de supercombinatie en de slalom. Höfl-Riesch prolongeerde in 2014 haar olympische titel op de supercombinatie.

## Biografie
Maria Riesch maakte haar debuut in de wereldbeker alpineskiën op 16 februari 2001 in Garmisch-Partenkirchen. Haar eerste wereldbekeroverwinning behaalde ze op 30 januari 2004 in het Oostenrijkse Haus im Ennstal waar ze de afdaling wist te winnen. Amper twee dagen later won ze daar ook de Super G.
In het seizoen 2004/2005 blesseerde Riesch zich aan haar schouder, vervolgens scheurde ze de kruisbanden in haar rechterknie, en kon daardoor niet deelnamen aan de wereldkampioenschappen alpineskiën 2005. Ook in het olympische seizoen 2005/2006 bleef ze niet van blessures gespaard: een scheenbeenblessure en een handbreuk aan het begin van het seizoen, en net voor de jaarwisseling scheurde ze de kruisbanden in haar linkerknie, waardoor ze niet in actie kon komen op de Olympische Winterspelen 2006.
Riesch won in het seizoen 2007/2008 de wereldbeker in de disciplines super-G en combinatie. Mede hierdoor eindigde Riesch op de derde plek in de algemene wereldbeker. In 2009 werd ze wereldkampioen op de slalom. Op de Olympische Winterspelen 2010 in Vancouver won ze de supercombinatie en de slalom. Op dezelfde spelen eindigde ze achtste op zowel afdaling als super G. Tijdens het winterseizoen 2010-2011 won Riesch de eindstand in de algemene wereldbeker. In 2014 won ze op de Olympische Spelen het goud op de supercombinatie en zilver op de super G. Riesch zette in maart 2014 een punt achter haar carrière.
Maria's zus Susanne is ook alpineskiester. Maria Riesch trouwde op 14 april 2011 met haar manager Marcus Höfl.
Op 20 maart 2014 maakte Riesch bekend dat ze stopt met alpineskiën.

## Resultaten

### Titels
- Olympisch kampioene slalom - 2010
- Olympisch kampioene supercombinatie - 2010,2014
- Wereldkampioene slalom - 2009
- Wereldkampioenen combinatie - 2013
- Duits kampioene afdaling - 2001, 2002, 2007
- Duits kampioene super G - 2001, 2004

### Olympische Spelen
| Jaar | Plaats    | Resultaten                                                               |
| ---- | --------- | ------------------------------------------------------------------------ |
| 2010 | Vancouver | 8e Afdaling · Supercombinatie · 8e Super-G · 10e Reuzenslalom · Slalom   |
| 2014 | Sotsji    | Supercombinatie · Super-G · 4e Slalom · 13e Afdaling · DNS1 Reuzenslalom |

### Wereldkampioenschappen
| Jaar | Plaats       | Resultaten                                                                 |
| ---- | ------------ | -------------------------------------------------------------------------- |
| 2003 | Sankt Moritz | DNF super-G 17e afdaling 5e combinatie DNF(1) reuzenslalom DNF(1) slalom   |
| 2005 | Bormio       | geen deelname                                                              |
| 2007 | Åre          | 10e super-G 7e supercombinatie 9e afdaling 23e reuzenslalom                |
| 2009 | Val d'Isère  | 8e super-G · 4e supercombinatie · 10e afdaling · 28e reuzenslalom · slalom |
| 2011 | Garmisch-P   | Afdaling · 11e Supercombinatie · Super-G · DNF Reuzenslalom · 4e Slalom    |
| 2013 | Schladming   | Supercombinatie · Afdaling · 9e Reuzenslalom · DNF1 Super G · DNF2 Slalom  |

### Wereldkampioenschappen junioren
| Jaar | Plaats                                      | Resultaten                                                        |
| ---- | ------------------------------------------- | ----------------------------------------------------------------- |
| 2000 | Stoneham Lac Beauport                       | 37e reuzenslalom 24e slalom                                       |
| 2001 | Verbier                                     | afdaling · super-G · 14e slalom · 13e reuzenslalom                |
| 2002 | Tarviso Sella Nevea Ravascletto             | 6e afdaling · super-G · slalom · DNF(1) reuzenslalom              |
| 2003 | Puy St. Vincent Montgenevre Serre Chevalier | 4e afdaling · DNF super-G · 5e slalom · reuzenslalom · combinatie |
| 2004 | Maribor                                     | afdaling · DNF super-G · reuzenslalom · DNF(1) slalom             |

### Wereldbeker
Eindklasseringen
| Seizoen   | Algm   | AD     | SL    | RS  | SG     | SC    |
| --------- | ------ | ------ | ----- | --- | ------ | ----- |
| 2000/2001 | 109e   | -      | -     | -   | 42e    | -     |
| 2001/2002 | 96e    | -      | 46e   | 50e | -      | -     |
| 2002/2003 | 32e    | 14e    | 40e   | 42e | 37e    | Brons |
| 2003/2004 | Brons  | 7e     | 9e    | 18e | 5e     | -     |
| 2004/2005 | 43e    | 27e    | 44e   | 32e | 26e    | -     |
| 2005/2006 | 69e    | 44e    | -     | 49e | 35e    | -     |
| 2006/2007 | 14e    | 7e     | 25e   | 22e | 18e    | 36e   |
| 2007/2008 | Brons  | 8e     | 52e   | 25e | Goud   | Goud  |
| 2008/2009 | Zilver | Brons  | Brons | 15e | 10e    | 4e    |
| 2009/2010 | Zilver | Zilver | Goud  | 8e  | 9e     | 5e    |
| 2010/2011 | Goud   | Zilver | Brons | 8e  | Zilver | Brons |
| 2011/2012 | Brons  | 4e     | 7e    | 16e | 6e     | 4e    |
| 2012/2013 | Zilver | Brons  | 9e    | 6e  | 5e     | 9e    |
| 2013/2014 | Zilver | Goud   | 5e    | 14e | 5e     | Brons |

Wereldbekerzeges
| Datum            | Plaats            | Onderdeel       |
| ---------------- | ----------------- | --------------- |
| 30 januari 2004  | Haus im Ennstal   | Afdaling        |
| 1 februari 2004  | Haus im Ennstal   | Super G         |
| 29 februari 2004 | Levi              | Slalom          |
| 1 december 2006  | Lake Louise       | Afdaling        |
| 21 januari 2008  | Cortina d'Ampezzo | Super G         |
| 24 februari 2008 | Whistler          | Supercombinatie |
| 14 december 2008 | La Molina         | Slalom          |
| 29 december 2008 | Semmering         | Slalom          |
| 4 januari 2009   | Zagreb            | Slalom          |
| 11 januari 2009  | Maribor           | Slalom          |
| 20 februari 2009 | Tarvisio          | Supercombinatie |
| 14 november 2009 | Levi              | Slalom          |
| 30 januari 2010  | Sankt Moritz      | Afdaling        |
| 10 maart 2010    | Garmisch-P.       | Afdaling        |
| 3 december 2010  | Lake Louise       | Afdaling        |
| 4 december 2010  | Lake Louise       | Afdaling        |
| 11 januari 2011  | Flachau           | Slalom          |
| 22 januari 2011  | Cortina d'Ampezzo | Afdaling        |
| 25 februari 2011 | Åre               | Supercombinatie |
| 27 februari 2011 | Åre               | Super G         |
| 29 januari 2012  | Sankt Moritz      | Supercombinatie |
| 18 februari 2012 | Sotsji            | Afdaling        |
| 10 maart 2012    | Åre               | Slalom          |
| 10 november 2012 | Levi              | Slalom          |
| 6 december 2013  | Lake Louise       | Afdaling        |
| 7 december 2013  | Lake Louise       | Afdaling        |
| 24 januari 2014  | Cortina d'Ampezzo | Afdaling        |